# Olympische Sommerspiele 2008/Teilnehmer (Barbados)
| Gelbes Symbol für Goldmedaillen mit stilisierten Olympischen Ringen | Graues Symbol für Silbermedaillen mit stilisierten Olympischen Ringen | Braundes Symbol für Bronzemedaillen mit stilisierten Olympischen Ringen |
| ------------------------------------------------------------------- | --------------------------------------------------------------------- | ----------------------------------------------------------------------- |
| —                                                                   | —                                                                     | —                                                                       |

Barbados war mit der Teilnahme an den Olympischen Sommerspielen 2008 in Peking zum zehnten Mal bei Olympischen Sommerspielen vertreten.

## Leichtathletik
- Jade Bailey
Frauen, 100 m: 37. Platz
Frauen, 200 m: 34. Platz
- Ryan Brathwaite
Männer, 110 m Hürden: 12. Platz
- Andrew Hinds
Männer, 100 m: 24. Platz

## Schwimmen
- Bradley Ally
Männer, 200 m Lagen: 9. Platz
Männer, 400 m Lagen: 10. Platz
- Andrei Cross
Männer, 100 m Brust: 55. Platz
- Martyn Forde
Männer, 50 m Freistil: 51. Platz
- Terrence Haynes
Männer, 100 m Freistil: 47. Platz

## Segeln
- Gregory Douglas
Männer, Laser: 43. Platz